# Проблемна дитина (фільм, 1990)
Проблемна дитина (англ. Problem Child) — американський комедійний кінофільм з Майклом Олівером в головній ролі. У США фільм вийшов 27 липня 1990 року.
Бен Хіллі (Джон Рітер) і його дружина Фло, що прагне пробитися у вище суспільство, усиновляють Джуніора, чарівну і кумедну семирічну істоту.
Проте незабаром вони переконуються, що їх приймальний син — маленьке чудовисько, яке ухитряється перетворити відпочинок в кемпінгу, свято з нагоди дня народження і навіть бейсбольний матч в справжній кошмар. Хоча і дуже смішний.

## Сюжет
Бен Хіллі — зразковий і поступливий чоловік, що працює в магазині спортивних товарів свого батька. Бену дуже хочеться мати дітей, але його дружина Фло не може зачати дитини. Лікар пропонує усиновити дитину. Хіллі розповідають агенту з усиновлення про свою проблему, і той пропонує їм найкращий варіант — семирічного Джуніора. З цієї хвилини і починається кошмар. Маленька, але дуже шкідлива дитина починає влаштовувати капості своєму дідові, сусідам, знайомим своєї мачухи.
Після всіх неприємностей сім'я Хіллі вирішує повернути Джуніора в дитячий будинок. Але дізнавшись, що хлопчика повертають вже втридцяте, Бен розуміє, що він не може так вчинити і змінює своє рішення. В цей час з в'язниці збігає небезпечний злочинець, якого Джуніор бачив багато разів по телевізору і навіть почав брати з нього приклад, надягаючи таку ж краватку-метелика в горошок. Бандит бере в заручники Фло і їде з нею. Джуніор переконується в тому, що його кумир — негідник, ні в що не ставить нічийого життя, і повертається до названого батька. Бандита заарештовують, а Бен і Джуніор виїжджають з міста.
А невірна дружина Бена Фло вирушає в далеку подорож, замкнена в великій валізі, закинутій на вантажівку, що перевозить кнура з проносом.
Рейтинг IMDb 

## В ролях
| Актор            | Роль                            |
| ---------------- | ------------------------------- |
| Джон Ріттер      | Бен Хіллі                       |
| Майкл Олівер     | Джуніор                         |
| Джек Ворден      | Великий Бен Хіллі               |
| Гілберт Готтфрід | містер Пібоді                   |
| Емі Ясбек        | Фло Хіллі                       |
| Майкл Річардс    | Мартін Бек, «Вбивця в метелику» |
| Пітер Юрасік     | Рой                             |
| Деніс Дуган      | батько у магазині               |
| Колбі Клайн      | Люсі                            |

## Сиквели
- Проблемна дитина 2
- Проблемна дитина 3